# Альберт Бенш
Альберт Федорович Бенш (1861, Санкт-Петербург — 1915, Харків) — російський піаніст, композитор, музичний педагог.

## Біографія
З 10-річного віку виступав публічно. Навчався в Придворній співацькій капелі під керівництвом В. І. Главача.
У 1879—1882 роках навчався в Санкт-Петербурзькій консерваторії по класу фортепіано у Луї Брассена (закінчив із золотою медаллю). Потім продовжив удосконалювати майстерність гри на фортепіано під керівництвом Ференца Ліста (1882—1883).
У 1885 був запрошений на роботу викладачем гри на фортепіано в Харківське музичне училище Імператорського Російського музичного товариства, але 1888 залишив цю посаду і відкрив у Харкові власну музичну школу, що діяла з успіхом.